# Le Vernet-Sainte-Marguerite
 Le Vernet-Sainte-Marguerite  es una población y comuna francesa, situada en la región de Auvernia, departamento de Puy-de-Dôme, en el distrito de Clermont-Ferrand y cantón de Saint-Amant-Tallende.

## Demografía
| 415 | 380 | 327 | 290 | 271 | 266 |
| Para los censos de 1962 a 1999 la población legal corresponde a la población sin duplicidades (Fuente: INSEE [Consultar]) |     |     |     |     |     |